# Machland Nord
Machland Nord este o arie protejată (sit de importanță comunitară — SCI) din Austria întinsă pe o suprafață de 1.142,6 ha, integral pe uscat.

## Localizare
Centrul sitului Machland Nord este situat la coordonatele 48°11′16″N 14°46′13″E / 48.1877°N 14.7703°E.

## Înființare
Situl Machland Nord a fost declarat sit de importanță comunitară în noiembrie 2014 pentru a proteja 22 de specii de animale.

## Biodiversitate
Situată în ecoregiunea continentală, aria protejată conține 9 habitate naturale: Lacuri eutrofice naturale cu vegetație de tip Magnopotamion sau Hydrocharition, Cursuri de apă de la nivel de câmpie la nivel montan, cu vegetație Ranunculion fluitantis și Callitricho-Batrachion, Râuri cu maluri nămoloase cu vegetație de Chenopodion rubri p.p. și Bidention p.p., Liziere de ierburi înalte hidrofile de câmpie și de nivel montan până la alpin, Fânețe de joasă altitudine (Alopecurus pratensis, Sanguisorba officinalis), Păduri de fag Luzulo-Fagetum, Păduri de stejar și carpen Galio-Carpinetum, Păduri aluvionare cu Alnus glutinosa și Fraxinus excelsior (Alno-Padion, Alnion incanae, Salicion albae), Păduri mixte riverane de Quercus robur, Ulmus laevis și Ulmus minor, Fraxinus excelsior sau Fraxinus angustifolia, de-a lungul marilor râuri (Ulmenion minoris).
La baza desemnării sitului se află mai multe specii protejate:
- amfibieni (2): izvoraș-cu-burta-galbenă (Bombina variegata), triton cu creastă (Triturus cristatus)
- mamifere (5): liliac cârn (Barbastella barbastellus), castor (Castor fiber), vidră de râu (Lutra lutra), liliac cu urechi mari (Myotis bechsteinii), liliac cărămiziu (Myotis emarginatus)
- nevertebrate (1): Cucujus cinnaberinus
- pești (14): avat (Aspius aspius), zvârluga (Cobitis taenia), zglăvoacă (Cottus gobio), Eudontomyzon mariae, Gymnocephalus baloni, răspăr (Gymnocephalus schraetzer), lostriță (Hucho hucho), țipar (Misgurnus fossilis), săbiță (Pelecus cultratus), boarță (Rhodeus amarus), porcușor de șes (Romanogobio vladykovi), babușcă de tur (Rutilus virgo), fusar (Zingel streber), pietrar (Zingel zingel)